# スノッリ・ストゥルルソン

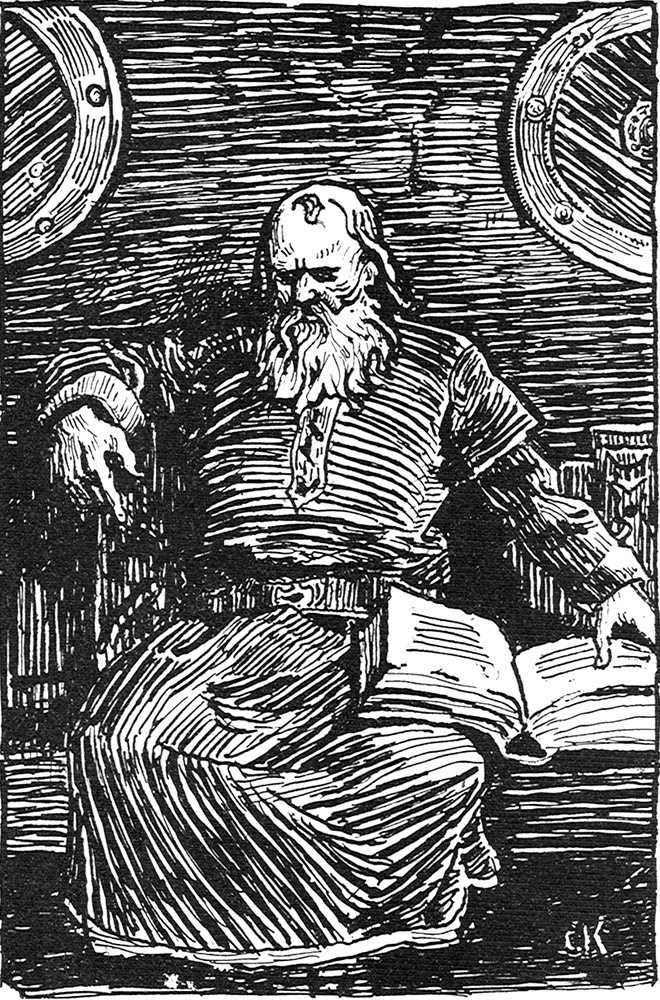
スノッリ・ストゥルルソン。1899年に出版された『ヘイムスクリングラ』の挿絵より。

スノッリ・ストゥルルソン（Snorri Sturluson,当時の綴はSnorry Sturrusonn 1178年あるいは1179年 - 1241年9月23日）は、アイスランドの詩人・政治家・歴史家（著述家）である。アイスランド語の原音に近いカタカナ表記だと　ストゥトルソン（rlはtlの様に発音される）が近い。ノルウェー王朝の歴史『ヘイムスクリングラ』や『スノッリのエッダ』の著者としても知られている。優れた学者であったが、権勢欲、名誉欲の強い野心家でもあった。

## 生涯

### 生い立ち
スノッリは当時のアイスランドで最も権力を強めたストゥルラ・ソールザルソン（? - 1183年）の末子としてアイスランドのフヴァンムル・イー・ダーリルに生まれた。父ストゥルラがレイクホルトの神父パールと遺産相続で争った際、後者に加担したヨーン・ロフツソン はストゥルラを懐柔するため当時3歳だったスノッリの養父となることを申し出た。ストルゥラはこの話を受け、スノッリはヨーンの養子となり、ヨーンのもとアイスランドの学問の中心の一つオッディで学ぶこととなった。

### 青年期
スノッリは養父ヨーンが死去したのち、1199年ボルグを支配する裕福なるベルシの娘で相続者のヘルディースと結婚した。彼はしばらくオッディに留まり、1202年、ベルシの死去に伴いボルグの館へと移った。ヘルディースとの間にヨーンとハルベラの2子をもうけたが、二人の結婚生活は破綻し別居するに至った。スノッリは1206年、レイクホルトの神父パールの息子、神父マグヌスの屋敷に財産の管理を請負って移り住んだが、マグヌスが死去するとそこを自分の所有としボルガル・フィヨルド一帯に広大な領地を保有するに至った。
スノッリは1215年にアイスランドの全島議会でゴジに選ばれた。この選出は義理の兄弟にあたるオッディの一族のセイムンドの引立てによるものだったが、法の宣言者の座に就くとスノッリはもっぱら自分の権力を伸ばすことに注力したため両者の関係は急速に悪化していった。

### スカンディナヴィア渡航
1218年から1220年にかけてスノッリはスカンディナヴィアへ渡航するが、最も重要な目的はノルウェー訪問だった。当時アイスランドは首領と教会が争っており、アイスランドの教会を監督するノルウェーのニダロス（当時のノルウェーの首都、現在のトロンハイム）の大司教からの圧力を掛けられていた。また、近年起きた貿易を巡るトラブルから両国の関係は緊張しており、アイスランドをノルウェーの統治下へ入れようとする動きがあった。
まず、スノッリはヴィーケンにノルウェー王ホーコン4世（ホーコン・ホーコンソン）と摂政スクーリ伯（後に公）を訪ねてそこで冬を過ごし、春になると故ホーコン公の妃クリスチーネを訪問した。その後スノッリはノルウェー各地の史跡を見て回ったが、『ヘイムスクリングラ』の取材が目的であったと考えられる。
彼はニダロスに戻るとスクーリ公の食客となり、ホーコン4世の従士の一人に加えられ、1220年にはアイスランドの総督（Lanðmaðr）に任ぜられた。スノッリはこの時の厚遇の返礼として帰国後の1222年、寛大なホーコン王への賞賛を『韻律一覧』に著し、スクーリ公へと送った。スノッリはスクーリ公にアイスランドとの和議をノルウェーに有利に成立させると約束する一方、独立を守るためにアイスランド国内のノルウェー王の支配を認めようとする勢力と王との関係を絶とうと画策していた。スノッリは人質として長男ヨーンを送ると約束して帰国したが、人質を送る以外何もせず、アイスランドがノルウェー王の統治下へ入るように働きかけることもなかったため、ホーコン4世の不興を買った。

### 親族との不和と暗殺
1222年、スノッリは再びゴジに選出されたが、ノルウェー王から総督の地位を与えられたことで多くの島民から不審に思われていた。スノッリはこの時期政治的な争いを避け、著作に力を注ぐ一方で政略結婚によりアイスランドでの地盤固めをしようとした。二女のインギビョルグをハウカ谷の小ギツル・ソルヴァルドソンに嫁がせ、彼自身はギツルの兄の未亡人ハルベイグの財産を管理する約束のもと事実婚を結び、妻ヘルディースが死去すると正式に結婚した。
1235年、ホーコン4世はローマ巡礼の帰路ニダロスに立ち寄ったスノッリの次兄シグヴァトの息子ストゥルラに、総督の地位と引き換えにアイスランドをノルウェーに臣従させるよう働きかけ、ストゥルラはこれに応じた。ストゥルラが巡礼でアイスランドに不在だったとき、スノッリの二男ウレキヤがストゥルラの本拠地にあたるアイスランド北東部で争いを起こしており、ストゥルラはこれを口実にスノッリを殺害しようと彼に挑んだ（これに先立ちスノッリは長男ヨーンの死に絡み娘婿のギツルからも離反されていた）。スノッリは和解を申し入れたがストゥルラは拒否し、ウレキヤを捕らえるとホーコン王の元へ送った。スノッリは有力な首長ソルレイブや長兄の息子オーラヴと共に挙兵しストゥルラと戦おうとした。しかし彼は交戦前に逡巡して戦場を離脱し、戦ったソルレイブらは惨敗して捕らえられた。スノッリは投降し1237年、彼らと共にノルウェーへと送られた。
そのころのスクーリ公はホーコン4世の権力の拡大に伴い、かつての勢いを失っていた。王の一臣下に甘んじるのを不服とした彼は自ら王として立つ逆転の機会を狙っていた。ノルウェーでスノッリはスクーリ公の息子の屋敷に身を寄せたが、スクーリとホーコン4世との確執に際しスクーリ側と看做された。1238年8月21日、アイスランド本国でホーコン4世の息のかかった次兄シグヴァトと甥ストゥルラが長女の婿コルベイン（コルヴェンドヌ）・アルドノルソンと二女の婿ギツルとの戦いで戦死した。スノッリはこれを自分の地位を回復する好機と捉えアイスランドへ帰国しようと考えた。ホーコン4世は彼の出国を許さなかったが、スクーリ公はスノッリの帰国に賛成し彼に船を与えた。出航直前にも王から渡航を禁ずる使者が来たが、スノッリはそれを押して出帆し王の怒りを買うことになった。
スクーリ公は自らノルウェー王を僭称し挙兵したものの、勝敗を分けるうちに戦死した。ホーコン4世はギツルへ宛ててスノッリを捕らえてノルウェーへ連行すること、場合によっては抹殺しても構わないことを命じる密書を送った。ギツルはシグヴァト父子の件で和解したいと偽り、スノッリをおびき寄せ殺害しようとしたが失敗した。折しもスノッリと共同で財産を管理していた妻ハルベイグが急逝し、彼女の遺児との間に財産相続を巡り争いが起こった。遺児らは叔父にあたるギツルに不服を訴え、ギツルはこれを機にスノッリを完全に打倒しようとコルベインと彼の屋敷を襲撃する計画を立てた。ハルベイグの遺児でスノッリに恩義を感じていたオルムはこれに加わるのを拒否し、警告の手紙をスノッリへ送ったが、スノッリは気に留めなかった。その理由にオルムの書いたルーン文字に誤記があり、スノッリが誤読がしたともいわれている。
9月22日夜、ギツルはレイクホルトの屋敷を襲撃した。就寝中だったスノッリは地下室に隠れたが見つかって暗殺された。この知らせを受けたホーコン4世は「命令に従っていれば重い罰は与えなかった」と彼の死を惜しんだといわれている。彼の死後、ギツルはアイスランドの提督に任命され、自分の勢力下にある領地の3分の2を王に献上した。アイスランドはスノッリの死から21年後の1262年ノルウェーの支配下に置かれ始め、1264年には完全に属国となった。

## 著作

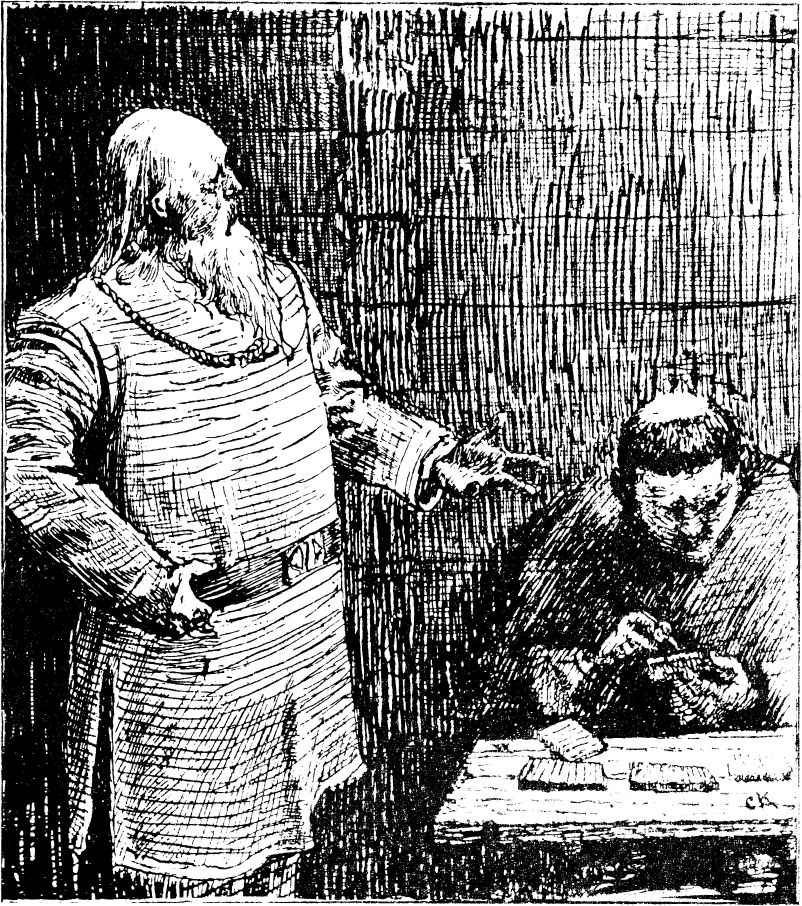
1899年に出版された『ヘイムスクリングラ』の挿絵より。

今日に残るスノッリの著作は少ないが、その中でも北欧神話を紹介している1220年の著作『エッダ』と、歴史書として高く評価されている『ヘイムスクリングラ』が、スノッリの代表作である。
また『エギルのサガ』も、妻ヘルディースの生家の祖先にあたるエギル・スカラグリムソンの生涯を描いたものであり、筆致からスノッリの作ではないかといわれている。